# Струг
Струг је машина за обраду материјала скидањем струготине (или обрада материјала резањем) на којој се обрађују радни предмети кружног попречног пресека. Стругови за дрво су слабији од стругова за метал и на неким моделима је могуће обрађивати предмет и длетом из руке. Бољи стругови могу имати копирајући механизам, механизам за прављење навоја, а најсавременији су програмабилни стругови (CNC, односно НУ стругови), на којима је могуће програмирати жељени облик радног предмета кога ће потом сами направити.
Струг је алатна машина за машинску обраду одвајањем честица, помоћу којих се резањем обрађују и израђују делови округлог (ротацијског) облика. Стругањем се могу обрадити округле површине с спољне и унутрашње стране. Осим операције стругања могу се на струговима вршити и операције љуштења, истругивања, бушења, избушивања, упуштања, развртања, резања спољних и унутрашњих навоја, вртложења и љуштења спољних и унутрашњих навоја. При уздужном, попречном и коничном стругању израдак се окреће а оштрица се стружног ножа посмично креће правцем који је паралелан, нормалан или нагнут према оси вртње изратка. При кугластом токарењу оштрица токарског ножа креће се у посмичном кретању по кружници око осе која пролази средиштем кугле. При кривуљастом стругању оштрица стругарског ножа следи у посмичном кретању неку криву.
Стругови су некад били ручно покретани, помоћу воденичног точка или парне клипне машине, а данас се редовно погоне електромотором. Основни делови су: 
- главно навојно вретено с механичким преносом те главним и посмичним погоном смештенима у кућишту (вретениште) и с уређајем за стезање обратка (стезна глава, разговорно американер);
- саонице које клижу водилицама дуж обратка, а на себи носе такозвани супорт с носачем алата (на пример стега или револверска глава), који је помичан попречно или уздужно у односу на обрадак;
- посмични пригони саоница, односно супорта;
- коњић, у који се умеће шиљак за придржавање витких обрадака или алат за бушење, упуштање или развртање;
- постоље (постеља или кревет) с водилицима по којима се крећу саонице и коњић.[2]

## Погон струга
Најпримитивнији стругови су на ножни погон. На осовину која се окреће је намотана гума а радник притиском педале окреће осовину у једном правцу. Покретањем осовине гума се затеже и када се попусти педала осовина се креће у супротном правцу тј. у нулти положај. Такви „ножни стругови“ и данас постоје по неким забаченим селима а на њима се праве кутије за чување сира, сланици и слично, тј. све оно што се кружним кретањем може обрадити. Интересантно је да су ти стругови увек од дрвета.
Следећи начин покретања струга је био Систем централне осовине. Данас стругови имају свој погонски електромотор. Димензије стругова варирају од оних који праве делове за часовнике па до оних који праве погонске осовине за бродове.

## Историја
Први стругови били су познати још у доба антике. Могуће да су већ у 2. миленијуму п. н. е. постојали стругови за обрађивање дрва и друге потребе. Први радови струга пронађени су у 7. веку п. н. е. у Корнето, и Италији, ономад етрурски град. По грчкој митологији струг је измислио легендарни Дедал, отац Икара. У једном египатском гробљу из 4. века п. н. е. нађене су прве слике једног струга. Ротација струга добијена је тиме што је један вукао по једном конопцу, док је други обрађивао комад са алатком.
Овакав концепт струга остао је мање више до средњег века. У 13. веку конопац за ротацију струга био је везан за једну даску, слично педалу, види стругу са ножним погоном, тако да је радник, који је обрађивао, са кораком на даску сам стварао ротацију струга. 
Леонардо да Винчи је такође измислио један струг. Новина је била један котур преко којег је ишао конопац и тако омогућивао једну константу ротацију струга. Из 1480. потичу и прве слике једног струга са подршком. Леонардо да Винчи користио је и једну дрскалицу за алатку; да ли је он то измислио није познато.
Први стругови са механичком подршком настали су средином 18. века у Уједињеном Краљевству (Jacques Besson, 1751). Стругови су тад били углавном од метала и имали су скоро све карактеристике модерног струга. Први стругови способни за машинство, дакле за обрађивање метала, настале су вероватно у Сједињеним Америчким Државама крајем 18. века (Sylvanin Brown, 1791). Ово је доба почетка индустријализације.
Најзад настао је модерни конвенционални струг почетком 19. века (Henry Maudslay). Први такви стругови стижу на пример у Немачку око 1810. Стругови су се кроз 19. век даље развијали, да би почетком 1950их у САД настао први струг са НУ-вођењем, тј. пола компјутеризирани. У 1970има, такође у САД, настају такозвани ЦНЦ-стругови, сад комплетно компјутеризирани. То значи да радник више не ради класичне радове са стругом, него их контролише са компјутером. 

## Подела
Постоје различите имплементације стругарских машина. Најчешће је у употреби универзална стругарска машина (универзални струг) с водоравно постављеним главним вретеном на којем се могу обављати разне врсте обраде стругањем. За обраду делова великих пречника (пречници и већи од 15 метара) употребљава се стружна машина с нормално постављеним главним вретеном, такозвани каруселни струг. Сличне је намене челна стругарска машина, за обраду предмета већега пречника, али мале висине, као што су замајци, ременице, дискови парних турбина и слично. Аутоматизоване стружне машине (ЦНЦ струг) данас су нумерички управљане алатне машине ЦНЦ (енгл. Computer Numerical Control), а одликује их висок ниво аутоматизације уз истодобну велику прилагодљивост. Због тежње за уједињењем различитих поступака обраде на једној машини, све више се примењују обрадни центри на којима се, применом погоњених алата, уз стругање изводе и други поступци обрадбе одвајањем честица (на пример глодање и бушење). Кинематика посмичних кретања код таквих машина је знатно сложенија и вишеструка. 

### Једноставни струг
Супорт служи само као држач алата и није предвиђен посмак (само ручни). Број окретања главног вретена одређује се ременским преносом, пребацивањем ремена.

### Универзални струг
Универзални струг има електромоторни погон (трофазни асинкрони кавезни електромотор). Главни пригон је спојен на главно радно вретено, на којем се налази центрирајућа стезна глава (американер). Из два смицајна пригона излазе навојно вретено за стругање навоја и смицајно (глатко) вретено. Оба пролазе кроз супорт. Навојно вретено се спаја преко дводелне (расклопне) матице и осигурава посмак супорта који одговара кораку токареног навоја. Посмично вретено се у супорту спаја преко падног пужа, механизма који омогућава уздужни и/или попречни посмак код стругања. На супорту се налази држач ножа у који се упињу токарски ножеви. Супорт клизи по водилицама које се налазе на кревету струга. На водилице се може уградити и линета, којом се центрирају дужа и тања вратила, као би се избегао могући прогиб и велике вибрације током стругања. Коњиц на крају струга служи за центрирање дужих предмета због што тачније обраде. На њима се осим операција стругања (унутрашњег и спољашњег ободног стругања, конусног стругања, планског стругања, урезивања и одрезивања, профилног и крувуљног стругања), могу се изводити операције бушења, упуштања, развртања, резања унутрашњих и спољних навоја, љуштења, вртложења, истругивања. 

### Копирни струг
Копирна струг обрађује само помоћу копирног уређаја. На стругу се налази модел (шаблона) по којој клизи тицало. Тицало је повезано с алатом који копира положај тицала. Алат је једноставни стругарски нож масивних димензија. Налази се у држачу алата који је на супорту. Супорт је смештен под углом у односу на осу ротације, како би се могли копирати и степенасти облици. Системи за копирање су: механички, електрични, хидраулични, комбиновани (нпр. електрохидраулични).

### Плански струг
Планска струг служи за израду обрадака великих димензија. Израдак се упиње у планску плочу. Може се подупрети коњићем. Плански стругови имају димензије планске плоче од 1000 до 4000 mm. 

### Каруселни струг
Каруселни струг има водоравно положену стезну плочу за прихват изратка. Постоје каруселни стругови с једним или два вертикална стуба за вертикално помицање греде. По водоравној греди се крећу један (код једноступне) или два супорта (код двоступне). Пречници токарења код једноступних су од 630 до 1500 mm, док су код двоступних од 1500 до 25 000 mm.

### Револверски струг
Револверски струг служи у серијској производњи за комплетну обраду изратка у једном захвату. Назив су добили по препознатљивом носачу алата: револверској глави. Револверска глава може прихватити већи броја алата, који у једном захвату изврше све потребне операције обраде. При томе се поједини резни алати или слогови алата укључују један за другим у обраду. Данас се све више замјењују ЦНЦ струговима.

### ЦНЦ струг
ЦНЦ струг (енгл. Computer Numerical Control) или рачунарски управљана алатна машина која је данас све више у употреби. Ове машине имају једну или две стезне главе (американера), један или два супорта с револверском главом. Алати могу бити без или с погоном, те се стругови претварају у обрадне центре. Једноставним програмирањем могуће је производити сложене предмете. Такође је могуће CAD-CAM технологијом употребити програмске наредбе из 3Д цртежа.